# Kudos to You!
Kudos to You! è il sesto album discografico del gruppo musicale The Presidents of the United States of America, pubblicato nel febbraio 2014.

## Tracce
1. Slow Slow Fly – 3:25
2. Crappy Ghost – 2:26
3. Good Morning Tycoon – 2:28
4. Poor Little Me – 2:39
5. Rooftops in Spain – 2:37
6. Stay with Me – 2:31
7. Crown Victoria – 3:10
8. Electric Spider – 2:37
9. Finger Monster – 2:39
10. Flea Versus Mite – 2:17
11. Innocent Bird – 3:04
12. Ohio – 2:08
13. She's a Nurse – 2:59

Bonus track
1. Truckstop on the Moon – 3:43 (traccia bonus vinile e digitale)

## Formazione
- Chris Ballew - voce, basitar
- Andrew McKeag - guitbass
- Jason Finn - batteria